# Гогенбах, Карл Карлович
Карл Карлович Гогенбах (?—1851) — генерал-майор, участник Кавказской войны.

## Биография
Происходил «из иностранцев», в русскую военную службу вступил в 1817 году рядовым в Жандармский полк, в следующем году переведён унтер-офицером в 33-й егерский полк и в 1820 году произведён в прапорщики Нарвского пехотного полка, где в 1821 году получил чины подпоручика и поручика.
В 1824 году Гогенбах был назначен адъютантом к начальнику штаба 2-го пехотного корпуса генерал-майору Обручеву и вслед за тем был произведён в штабс-капитаны. На этой должности он в 1828—1829 годах сражался с турками на Дунае; в 1828 году находился при блокаде Силистрии и в следующем году за отличие был награждён орденом св. Владимира 4-й степени с бантом. Затем он сражался при Кулевчи, Сливно и был в походе под стены Адрианополя.
В кампании 1831 года против поляков Гогенбах сражался во всех основных делах этой войны: был под Прагой, на Гроховских полях, под Остроленкой и при штурме Варшавы. За отличие был произведён в капитаны и переведён в лейб-гвардии Гренадерский полк.
Произведённый в 1834 году в полковники Гогенбах был переведён в Сибирский гренадерский полк и в следующем году занял должность полкового командира. В 1840 году уволен в отпуск с отчислением состоять по армии. 11 декабря того же года он за беспорочную выслугу был награждён орденом св. Георгия 4-й степени (№ 6247 по кавалерскому списку Григоровича — Степанова).
С 1842 года Гогенбах был причислен к Образцовому пехотному полку, а в 1843 году получил назначение на Кавказ, где состоял при начальнике Черноморской береговой линии и занимался инспекцией Черноморских линейных батальонов. С 1845 года он исполнял дела начальника 3-го отделения этой линии, а в следующем году был произведён в генерал-майоры с утверждением в настоящей должности. На Кавказе Гогенбах неоднократно принимал участие в походах против горцев.
Скончался Гогенбах 4 ноября 1851 года в Санкт-Петербурге, похоронен на Смоленском евангелическом кладбище.